# 山东交通学院
山东交通学院（英語：Shandong Jiaotong University），位于山东省济南市，是中华人民共和国交通运输部与山东省人民政府共建高校，是“山东特色名校工程”重点建设的应用型人才培养特色高校，教育部“应用科技大学改革试点战略研究”项目首批试点院校，教育部首批“新工科”研究与实践项目入选高校。
学校始建于1956年，其前身是交通部济南汽车机械学校。2000年，学校由交通部划转山东省，实行中央与地方共建的管理体制。2002年，教育部批准济南交通高等专科学校和中国重汽职工大学合并组建山东交通学院。2005年，山东省水运学校并入。2011年，学校经国务院学位委员会批准为培养硕士专业学位研究生试点工作单位。2011年，获评“全国高校毕业生就业50强”典型经验高校。2016年，山东省内燃机研究所整建制并入。2019年，获批山东省文明校园。2020年，入选山东省“高水平学科”建设高校。2021年，获批山东省应用型本科高校建设首批支持单位。2024年，获批硕士学位授予单位、交通强国建设试点单位。
截至2025年6月，山东交通学院有4个校区，占地面积3100余亩，建筑面积94万余平方米，教学科研仪器设备总值4.3亿余元，纸质藏书229万册，电子期刊155万册；有全日制在校本专科学生22000余人、研究生900余人、教职工近1900人；设有19个学院（部），55个本科招生专业和3个硕士学位授权点；有国家级特色专业2个、国家级一流本科专业建设点4个。 

## 历史沿革
1956年2月10日，交通部致函山东省交通厅要求协助筹建学校，并派蔡瑞霖同志负责学校的筹建工作。山东省交通厅抽调数名干部参加筹建工作，并租用济南市南大槐树北街裕兴里13号、15号数十间民房作为筹备处办公地点。
1956年8月下旬，学校各机构迁到新校址济南西北郊八里桥北，筹备处撤销。
1958年6月21日，根据中央关于中等专业学校体制下放的指示，交通部济南汽车机械学校划归山东省人民委员会管理；7月8日，山东省人民委员会安排山东省交通厅派专人与学校联系交接；12月，山东省批准成立山东交通专科学校。
1960年，山东航运学校并入。
1963年8月28日，山东省交通厅遵照山东省人民委员会指示学校停办专科，改为中专，改名为济南交通学校，颁发木质印模一枚。
1963年11月13日，济南交通学校改由交通部领导，仍保持济南交通学校名称。
1969年初，交通部再次将学校下放给山东省革命委员会交通邮政局领导。
1970年9月26日，济南交通学校改为地方国营济南卫东机械厂（亦称济南709厂）。其后又移交到济南市接管，由济南市重工局（后改为机械局）和国防工办领导。
1973年4月，山东省革命委员会将培训越南实习生的任务交给原济南交通学校。卫东机械厂使用的原济南交通学校的人员、校舍、实习工厂、宿舍、教学仪器和设备等全部归还，移交给山东省交通邮政局。
1973年5月，恢复学校，改名为山东省交通学校，由山东省交通邮政局主管。
1973年12月，学校代管山东省交通技工学校（1973年山东交通技工学校并入），实行一套机构两块牌子。
1978年，学校开办大学本科4年制师资班。
1980年3月，交通部再次将山东省交通学校收回直属领导，并改名为交通部济南交通学校。同年，教育部将学校定为全国重点中等专业学校之一，面向全国招生。
1984年7月，学校和山东省交通厅协作，开办自费走读、不包分配的济南交通职业专科学校。
1987年，济南交通职业专科学校停止招生。
1988年5月23日，济南交通学校和济南交通职业专科学校合并（1984年济南交通职业专科学校并入），山东省教育厅同意将交通部济南交通学校暨济南交通职业专科学校升格成一所普通高等专科学校。
1999年，国家对高等教育管理体制进行改革。学校管理体制也于2000年相应地发生转变，实行中央与地方共建，以地方为主的管理体制，在省内由山东省人民政府领导，实行省教育厅和省交通厅共管，以省教育厅管理为主的管理体制，中国重汽集团参与办学和管理。
2001年9月1日，全国高校设置评议委员会专家组对学校专升本进行考察。专家组认为，学校与中国重汽集团职工大学合并已基本具备了举办本科教育的条件。
2002年6月，山东省人民政府发出《关于济南交通专科学校与中国重汽集团职工大学合并组建山东交通学院的通知》，确定学校实行山东省教育厅与山东省交通运输厅共管，以山东省教育厅为主的管理体制，中国重汽集团公司参与办学和管理。 
2005年7月19日，经《山东省人民政府关于同意将山东省水运学校并入山东交通学院的批复》批准山东省水运学校并入山东交通学院，成立山东交通学院海运学院，同时撤销山东省水运学校建制。
2007年11月，交通部和山东省人民政府联合公布《中华人民共和国交通部关于共建山东交通学院的意见》。
2009年，山东省政府批准为山东省船舶与海洋工程专业人才教育培训基地，山东省教育厅批准为山东省首批研究生联合培养基地单位。
2011年，学校成功获批培养硕士专业学位研究生试点工作单位，包括交通运输工程、船舶与海洋工程两个领域涉及船舶与海洋结构物设计制造、船舶电子电气与轮机工程、海洋运输与物流工程、游艇邮轮工程、车船运行安全与节能环保、港航路桥及隧道工程等六个专业方向；同年，被教育部评为“全国毕业生就业典型经验高校”。
2013年，山东省教育厅、财政厅发布《关于公布山东省高等教育名校建设工程第二批立项建设单位的通知》，山东交通学院获批成为“山东特色名校工程”重点建设的应用型人才培养特色高校；同年，获批教育部重点研究项目“应用科技大学改革试点战略研究”项目首批试点院校。
2016年，山东省内燃机研究所整建制并入山东交通学院。
2017年，获批山东省硕士学位授予立项建设单位（A类）
2018年3月，入选教育部首批“新工科”研究与实践项目；12月，加入山东省高等学校“长青联盟”。
2020年8月，加入中俄（山东）教育国际合作联盟。
2020年入选山东省“高水平学科”建设高校。
2021年，获批山东省应用型本科高校建设首批支持单位。
2024年，新增为硕士学位授予单位，并获批成为交通强国建设试点单位。

## 办学条件

### 师资力量
截至2021年12月，学校现有专任教师1470余人，专任教师中副高级以上专业技术职务人员635人，具有博士学位的453人，硕士学位870人，研究生导师380余人。学校享受国务院政府特殊津贴者6人，国家有突出贡献的中青年专家1人，山东省有突出贡献的中青年专家5人，省部级优秀教师15人，省部级教学、科研团队20余个，15人入选省部级重点人才工程。在中国高等教育学会《全国普通高校教师教学竞赛分析报告（2012-2020）》中，我校全国排名第162名，山东省第9名，全国新建本科院校第3名。
省级教学名师：梁志强、戴汝泉
省级教学团队：交通运输教研室、交通土建工程教学团队、涉外工程双语教学团队、机械设计制造教学团队、物流管理技术教学团队

### 院系设置
截至2025年6月，学校设有19个学院（部），开设55个本科招生专业，无专科招生专业。

### 学科建设
截止2021年年底，学校以交通类专业为主，涵盖“工、管、理、经、文、艺、法”等7个学科门类，构建起交通建设类、综合运输类、载运工具设计制造类三大优势专业群；设有19个学院（部），开设62个本科专业和交通运输、机械2个硕士专业；具有山东省高水平学科（优势特色学科）1个，省级重点学科4个（二级学科）；国家级特色专业2个，国家级一流本科专业建设点4个，省级特色专业7个，省级一流本科专业建设点15个，通过工程教育认证专业2个，省级高水平应用型建设专业（群）5个，山东省教育服务新旧动能转换专业对接产业项目1个；国家一流本科课程5门，省级一流本科课程28门，省高校实验教学示范中心3个；近两届获省级教学成果奖18项，其中特等奖1项，一等奖5项，二等奖9项。
山东省级重点学科：道路与铁道工程、交通运输规划与管理、载运工具运用工程、桥梁与隧道工程
山东省级特色重点学科：载运工具运用工程
专业学位授权类别：交通运输、机械 

### 教学建设
- 质量工程

截至2021年6月，山东交通学院有国家级特色专业2个，国家级一流本科专业建设点4个，省级特色专业7个，省级以上一流本科专业建设点19个，通过工程教育认证专业1个，省级高水平应用型建设专业（群）5个。
国家级特色专业：交通运输、土木工程
山东省级特色专业：车辆工程、机械设计制造及其自动化、船舶与海洋工程、交通运输、土木工程、物流工程、市场营销
| 交通土建实验中心 | 工程训练实验中心 | 汽车工程实验教学中心 |

| 山东省级精品课程     | 山东省级精品课程 | 山东省级精品课程 | 山东省级精品课程   | 山东省级精品课程 |
| -------------------- | ---------------- | ---------------- | ------------------ | ---------------- |
| 证券投资             | 汽车构造         | 汽车发动机原理   | 土木工程材料       |                  |
| 汽车保险与理赔       | 大学物理实验     | 人力资源管理     | 船舶柴油机         |                  |
| 船舶电气             | 船舶辅机         | 船舶管理         | 轮机维护与修理     |                  |
| 工程材料             | 工程机械电控技术 | 工程机械构造     | 工程机械检测与维修 |                  |
| 液压传动             | 工程索赔         | 工程项目管理     | 工程招标与合同管理 |                  |
| 公路施工组织与概预算 | Java程序设计     | 计算机组成原理   | 软件规范（日语）   |                  |
| 数据结构             | 数据库原理与应用 |                  |                    |                  |

- 教学成果

截至2021年6月，山东交通学院有山东省教育服务新旧动能转换专业对接产业项目1个；国家一流本科课程5门，省级一流本科课程13门，省高校实验教学示范中心3个；近两届获省级教学成果奖18项，其中特等奖1项，一等奖5项，二等奖9项。
2018年1月，山东省教育厅下发《关于公布山东省第八届高等教育教学成果奖获奖名单的通知》，该校10项教学成果获奖，其中本科教学成果9项获奖（特等奖1项，一等奖2项，二等奖6项），研究生教育成果1项（一等奖）。
| 成果名称                                                            | 完成人 | 获奖等级 |
| ------------------------------------------------------------------- | ------ | -------- |
| 基于市场需求导向的应用型本科院校人才培养体系重构与实践              | 陈松岩 | 特等奖   |
| 创新创业教育引领的电气电子类专业实践体系构建与实践                  | 潘为刚 | 一等奖   |
| 面向学生成长的创新创业教育人才培养体系重构与实践                    | 肖海荣 | 一等奖   |
| 强化工程能力提升的硕士研究生创新应用型人才培养模式研究与实践        | 于利民 | 一等奖   |
| “对接产业链”和“培养卓越人才”双驱动的汽车类专业群建设与改革          | 赵长利 | 二等奖   |
| 对接执业能力提升的应用型人才培养体系构建与实践—以交通土建类专业为例 | 王保群 | 二等奖   |
| 基于创新创业教育导向的高等数学学习质量保障体系的构建与实践          | 黄玉娟 | 二等奖   |
| 基于校企协同育人机制的计算机科学与技术专业实践教学方法研究与实践    | 张广渊 | 二等奖   |
| 基于应用型人才培养目标的基础物理实验教学改革的研究与实践            | 原所佳 | 二等奖   |
| 面向国家战略需求，改革培养模式，有效提升航海类专业学生综合能力      | 马强   | 二等奖   |

## 学术研究

### 科研平台
截至2021年6月，山东交通学院拥有市厅级及以上研究平台36个，包括1个全国交通运输行业重点实验室、1个工信部实验室（山东）、3个省级工程技术研究中心、3个省级工程实验室、1个省高校协同创新中心、1个省海洋工程技术协同创新中心、1个省重点行业领域事故防范技术研究中心（交通运输行业）、1个省大数据发展创新实验室、7个省交通运输行业重点实验室、8个地市级重点实验室和工程技术研究中心、4个地市级工程实验室。
山东省工程实验室：道路交通应急与保障技术工程实验室
山东省工程技术研究中心：山东省高速公路全寿命周期大数据分析与安全保障工程技术研究中心、山东省路面加速加载装备工程技术研究中心等
山东省交通运输行业重点实验室：山东省船舶安全与防污染实验室、车路协同与无人驾驶实验室、山东省交通运输与区域发展研究中心（交通数据工程与知识管理实验室）、轨道交通安全技术与装备实验室
山东省高校人文社会科学研究基地：国际商务研究中心、交通教育研究基地 
| 运输车辆检测、诊断与维修技术行业重点实验室 | 机动车检测实验中心 |
| 中央与地方共建实验室                       |                    |
| 汽车结构与测试实验室                       | 道路工程实验室     |
| 电子信息与智能交通实验室                   | 现代制造技术实验室 |
| 汽车性能实验室                             | 桥梁结构实验室     |
| 材料成型与控制工程实验室                   | 港口结构实验室     |
| 桥梁检测与加固实验室                       | 物流工程实验室     |
| 汽车运用技术实验室                         | 工程力学实验室     |
| 交通运输与安全保障实验室                   |                    |

### 科研成果
截至2021年6月，山东交通学院主持纵向课题670余项，纵横向科研经费累计超过5.1亿元。出版专著180余部，发表SCI、EI、CSSCI等收录论文及中文核心期刊论文730余篇；获授权专利1500余项，2019年获得“山东省企事业单位授权发明专利大户”称号。五年来，获国家科技奖、山东省科技奖、山东省社会科学优秀成果奖等省部级及以上科研奖励10余项，其中“黄河中下游地区粉土路基建造支撑技术及工程应用”获得国家科学技术进步奖二等奖、山东省科学技术进步奖一等奖，“高效智能全环境模拟道路加速加载实验系统研发”获得山东省技术发明奖一等奖。
2017年，学校项课题获2017年度全国统计科学研究项目立项；1项课题获2017年度教育部人文社会科学研究项目立项 ；2课题获得山东省科学技术厅（软科学部分）项目立项；9项课题获2017年度山东省社会科学规划研究项目立项； 26项课题获得2017年度山东省艺术科学重点课题立项；13项课题获2017年度山东省高校科研发展计划立项；1课题获2017年山东省重大财经应用研究课题立项；5项目获2017年度山东省交通运输科技计划立项；7科研项目获2017年度山东省重点研发计划项目立项；6项课题获2017年山东省统计科研重点研究课题立项；4项课题获2017年度山东省级法学研究课题立项；11项课题获2017年度济南市哲学社会科学规划项目立项；3项目获济南市2017年科学技术发展计划第四批（软科学）项目立项；“3S监控海洋溢油污染的关键技术研究”获得威海市重点研发计划项目立项，并获得资助经费40万元。
2020年7月，该院新能源车辆行业公共实训基地入选2020年山东省新旧动能转换公共实训基地名单。

### 学术资源
- 学术期刊

《山东交通学院学报》设有专家论坛、交通科技、交通经济、交通发展等专栏；2000、2001年在全国高等学校自然科学学报研究完全专科委员会三优评比中被评为优秀学报三等奖；《CAJ-CD规范》执行评优活动中荣获执行优秀期刊奖；2009年被评为全国高校科技期刊优秀编辑质量奖。
- 馆藏资源

截至2021年6月，纸质藏书211万余册，电子期刊8.6万余种。

## 校园文化

### 学校标识
- 校徽
- 采用圆形适合样式，以“交”字的篆书为主要设计元素，上部为学院英文名称“SHANDONG JIAOTONG UNIVERSITY”，下部为学院中文名称“山东交通学院”，系中国书法家协会主席沈鹏题写。
- 篆书外形设计为战力的蓄势待发的“人”，符合中国传统哲学的“天、地、人”之寓意，下方为一个“U”形，寓大地和航船。人形相交于“U”形意为脚踏实地、顶天立地；航船的意思为厚德载物。
- 图案亦象征四通八达之道路，突出交通特点与学校特色。
- 校旗

山东交通学院校旗图案由校标和校名组成。

### 文化精神
- 校训

明德至善 格物致知
“明德至善 格物致知”选自中国古代著名经典《大学》，其原文为：“大学之道，在明明德，在亲民，在止于至善。”
- 校风

严、尊、勤、全
- 严：严格管理，严谨治学
- 尊：尊敬师长，尊重学生
- 勤：勤奋好学，勤奋工作
- 全：全面育人，全面发展

校风“严、尊、勤、全”是由山东交通学院已故第一任校长蔡瑞霖先生于1956年提出。
- 校歌

《山东交通学院校歌》

齐鲁大地（殷切的教导），
黄河之滨（亲切的叮咛），
激荡着我们的歌声（描绘着理想的人生），
温馨的校园（科学的海洋）
化雨的春风 （智慧的高峰），
滋润着交院人心灵（呼唤着交院人攀登）。
交院人从这里诞生，
交院人从这里踏上征程，
我们走向社会，
我们奔向未来，
为了交通的振兴，
为了祖国昌盛。

## 校区
山东交通学院现有3个校区，分别为无影山校区、长清校区、威海校区。总占地面积2200余亩。

## 院系设置
- 汽车工程学院
- 交通与物流工程学院
- 机械工程学院
- 交通土建工程学院
- 国际商学院
- 信息科学与电气工程学院
- 经济与管理学院
- 文法学院
- 外国语学院
- 理学院
- 海运学院
- 航空学院
- 国际教育学院
- 社会科学教学部、体育教学部、继续教育学院、职业技术学院4个教学单位[18]

## 学校地址
- 长清校区：济南市长清大学科技园海棠路5001号 邮编：250357
- 无影山校区：济南市天桥区交校路5号 邮编：250023
- 威海校区：威海市新威路115号 邮编：264200